# Keyworth Stadium
Keyworth Stadium é um estádio muiti-uso de 7.933 assentos localizado em Hamtramck, Michigan, um enclave de Detroit.

## História
O estádio foi inaugurado pelo ex-presidente Franklin Delano Roosevelt em 15 de outubro de 1936, durante sua segunda campanha para presidente.  Keyworth foi o primeiro projeto da Administração de Progresso de Trabalhos no estado de Michigan.
O senador democrata John F. Kennedy falou no Keyworth Stadium durante sua bem-sucedida campanha presidencial de 1960. 
O clube de futebol profissional Detroit City FC iniciou um programa de investimento baseado na multidão para renovar e reabilitar o estádio, com a intenção de mover seus jogos em casa para o estádio em 2016.  Em 5 de fevereiro de 2016, os proprietários da cidade de Detroit anunciaram que conseguiram arrecadar o mínimo de $ 400.000 para começar as reformas,  com o investimento chegando a $ 741.250 até o prazo final da meia-noite em 15 de fevereiro de 2016. 
O clube jogou sua primeira partida em sua nova casa em 20 de maio de 2016. 
O DCFC estabeleceu um novo recorde de freqüência ao clube de 7.887 em uma derrota de 0-10 para o Frosinone Calcio da Serie A em 31 de julho de 2018. 
Em 11 de setembro de 2020, a National Independent Soccer Association anunciou que o Keyworth Stadium sediaria os Playoffs de outono da NISA de 2020. O torneio foi realizado a portas fechadas devido à então pandemia COVID-19 . 